# Hylaeus gressitti
Hylaeus gressitti là một loài Hymenoptera trong họ Colletidae. Loài này được Hirashima mô tả khoa học năm 1979.